# اواندر (بازیکن فوتبال)
اواندر دا سیلوا فریرا (انگلیسی: Evander da Silva Ferreira؛ زادهٔ ۹ ژوئن ۱۹۹۸) بازیکن فوتبال اهل برزیل است.
از باشگاه‌هایی که در آن بازی کرده‌است می‌توان به باشگاه ورزشی واسکو دوگاما و باشگاه فوتبال میتیولن اشاره کرد.
وی همچنین در تیم ملی فوتبال زیر ۱۷ سال برزیل بازی کرده‌است.